# Filips van België
Filips Eugenius Ferdinand Maria Clemens Boudewijn Leopold George (Laken, 24 maart 1837 - Brussel, 17 november 1905), kortweg prins Filips, prins van België, hertog van Saksen, prins van Saksen-Coburg en Gotha en graaf van Vlaanderen, was de derde zoon van koning Leopold I der Belgen en koningin Louise Marie, en de jongere broer van koning Leopold II en de vader van koning Albert I.

## Biografie

### Jeugd en opleiding

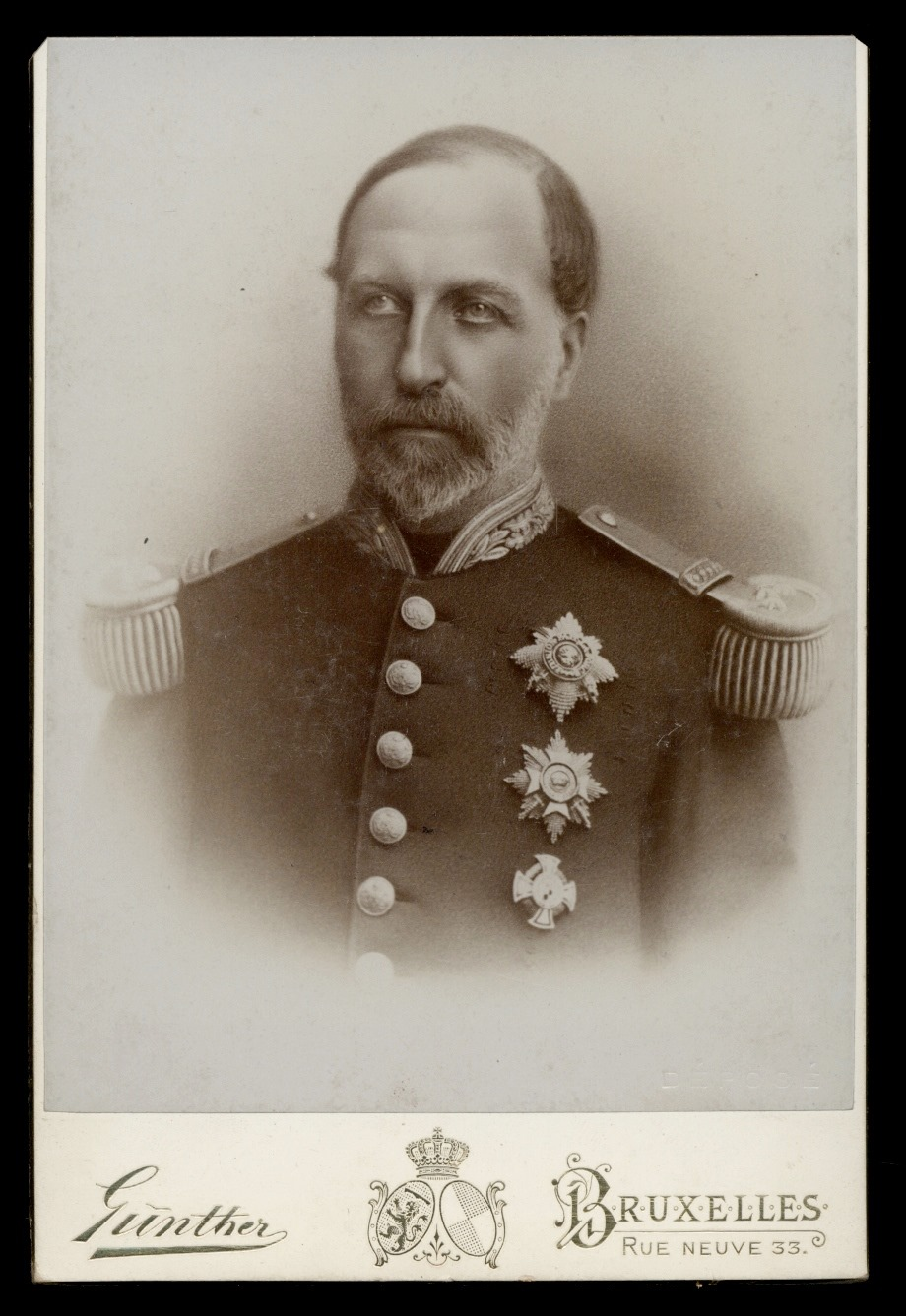
Filips van België

Filips Eugenius Ferdinand Maria Clemens Boudewijn Leopold George werd geboren in 1837. Hij was de derde zoon van koning Leopold I der Belgen en koningin Louise Marie. Op 14 december 1840 werd de jonge prins de titel 'Graaf van Vlaanderen' toegekend. Op zijn twintigste was hij praktisch doof. In 1862 werd hem de kroon van Griekenland aangeboden, maar die weigerde hij, evenals de hem in 1866 aangeboden kroon van Roemenië. Na het overlijden van zijn neef, kroonprins Leopold in 1869, werd zijn oudste zoon Boudewijn verondersteld zijn broer Leopold II op te volgen. Deze zou echter eveneens te jong sterven. Uiteindelijk zal zijn jongste zoon Albert de Belgische troon bestijgen na de dood van Leopold II.

### Huwelijk
Prins Filips erfde van zijn vader een aanzienlijk fortuin en verschillende domeinen, in Zwitserland, Italië, Hongarije en Moravië. Zelf maakte hij geen haast om te trouwen, hij wees een huwelijk met de dochter van de keizer van Brazilië af. Op 25 april 1867 huwde de prins uiteindelijk met prinses Maria van Hohenzollern-Sigmaringen, dochter van Karel Anton van Hohenzollern-Sigmaringen en zuster van Carol I van Roemenië, de prins die de Roemeense kroon wel aanvaardde. Het huwelijk werd voltrokken in Berlijn. Nadien installeerde het koppel zich in Brussel in het Paleis van de Graaf van Vlaanderen. Ze bouwden ook Kasteel Les Amerois als buitenverblijf bij Bouillon. Daarnaast beschikte het paar nog over verschillende andere verblijven: de Villa Haslihorn aan het Vierwoudstrekenmeer in Centraal-Zwitserland en een jachtverblijf, Postelse Hofstede, dat hij in 1858 had laten bouwen waar hij 4.550 ha gronden bezat (aansluitend bij de Retiese Aart die zijn vader in 1840 had verworven). Filips was in tegenstelling tot zijn broer Leopold een groot liefhebber van de jacht. In 1886 schoot hij twee wolven op zijn domein Les Amerois, maar over het algemeen verkoos hij de jacht op klein wild.
Uit het huwelijk met Maria werden er vijf kinderen geboren:
- Prins Boudewijn (1869-1891);
- Prinses Henriëtte (1870-1948), gehuwd met prins Emanuel van Orléans;
- Prinses Josephine Marie (1870-1871);
- Prinses Josephine Caroline (1872-1958), gehuwd met haar neef prins Karel Anton, zoon van Leopold van Hohenzollern;
- Prins Albert (1875-1934), gehuwd met Elisabeth in Beieren.

Filips overleed op 17 november 1905 te Brussel. 

## Kwartierstaat
| Ernst Frederik van Saksen-Coburg-Saalfeld (1724–1800) | Ernst Frederik van Saksen-Coburg-Saalfeld (1724–1800) | Ernst Frederik van Saksen-Coburg-Saalfeld (1724–1800) | Ernst Frederik van Saksen-Coburg-Saalfeld (1724–1800) | Ernst Frederik van Saksen-Coburg-Saalfeld (1724–1800) | Ernst Frederik van Saksen-Coburg-Saalfeld (1724–1800) | Sofie Antoinette van Brunswijk-Wolfenbüttel (1724-1802) | Sofie Antoinette van Brunswijk-Wolfenbüttel (1724-1802) | Sofie Antoinette van Brunswijk-Wolfenbüttel (1724-1802) | Sofie Antoinette van Brunswijk-Wolfenbüttel (1724-1802) | Sofie Antoinette van Brunswijk-Wolfenbüttel (1724-1802) | Sofie Antoinette van Brunswijk-Wolfenbüttel (1724-1802) |                                        |                                        | Hendrik XXIV van Reuss-Ebersdorf (1724-1779) | Hendrik XXIV van Reuss-Ebersdorf (1724-1779) | Hendrik XXIV van Reuss-Ebersdorf (1724-1779)          | Hendrik XXIV van Reuss-Ebersdorf (1724-1779)          | Hendrik XXIV van Reuss-Ebersdorf (1724-1779)          | Hendrik XXIV van Reuss-Ebersdorf (1724-1779)          | Caroline Ernestine van Erbach-Schönberg (1727-1796)   | Caroline Ernestine van Erbach-Schönberg (1727-1796)   | Caroline Ernestine van Erbach-Schönberg (1727-1796) | Caroline Ernestine van Erbach-Schönberg (1727-1796) | Caroline Ernestine van Erbach-Schönberg (1727-1796) | Caroline Ernestine van Erbach-Schönberg (1727-1796) |  |  | Lodewijk Filips II van Orléans (1747-1793) | Lodewijk Filips II van Orléans (1747-1793) | Lodewijk Filips II van Orléans (1747-1793) | Lodewijk Filips II van Orléans (1747-1793) | Lodewijk Filips II van Orléans (1747-1793)  | Lodewijk Filips II van Orléans (1747-1793)  | Louise Marie Adélaïde van Bourbon (1753−1821) | Louise Marie Adélaïde van Bourbon (1753−1821) | Louise Marie Adélaïde van Bourbon (1753−1821) | Louise Marie Adélaïde van Bourbon (1753−1821) | Louise Marie Adélaïde van Bourbon (1753−1821) | Louise Marie Adélaïde van Bourbon (1753−1821) |                                      |                                      | Frans I der Beide Siciliën (1777-1830) | Frans I der Beide Siciliën (1777-1830) | Frans I der Beide Siciliën (1777-1830)       | Frans I der Beide Siciliën (1777-1830)       | Frans I der Beide Siciliën (1777-1830)       | Frans I der Beide Siciliën (1777-1830)       | Maria Isabella van Bourbon (1789-1848)       | Maria Isabella van Bourbon (1789-1848)       | Maria Isabella van Bourbon (1789-1848) | Maria Isabella van Bourbon (1789-1848) | Maria Isabella van Bourbon (1789-1848) | Maria Isabella van Bourbon (1789-1848) |  |  |  |  |  |  |  |  |  |  |  |  |  |  |  |  |  |  |  |  |  |  |  |  |  |  |  |  |  |  |  |  |  |  |  |  |  |  |  |  |  |  |  |  |  |  |  |  |
| Ernst Frederik van Saksen-Coburg-Saalfeld (1724–1800) | Ernst Frederik van Saksen-Coburg-Saalfeld (1724–1800) | Ernst Frederik van Saksen-Coburg-Saalfeld (1724–1800) | Ernst Frederik van Saksen-Coburg-Saalfeld (1724–1800) | Ernst Frederik van Saksen-Coburg-Saalfeld (1724–1800) | Ernst Frederik van Saksen-Coburg-Saalfeld (1724–1800) | Sofie Antoinette van Brunswijk-Wolfenbüttel (1724-1802) | Sofie Antoinette van Brunswijk-Wolfenbüttel (1724-1802) | Sofie Antoinette van Brunswijk-Wolfenbüttel (1724-1802) | Sofie Antoinette van Brunswijk-Wolfenbüttel (1724-1802) | Sofie Antoinette van Brunswijk-Wolfenbüttel (1724-1802) | Sofie Antoinette van Brunswijk-Wolfenbüttel (1724-1802) |                                        |                                        | Hendrik XXIV van Reuss-Ebersdorf (1724-1779) | Hendrik XXIV van Reuss-Ebersdorf (1724-1779) | Hendrik XXIV van Reuss-Ebersdorf (1724-1779)          | Hendrik XXIV van Reuss-Ebersdorf (1724-1779)          | Hendrik XXIV van Reuss-Ebersdorf (1724-1779)          | Hendrik XXIV van Reuss-Ebersdorf (1724-1779)          | Caroline Ernestine van Erbach-Schönberg (1727-1796)   | Caroline Ernestine van Erbach-Schönberg (1727-1796)   | Caroline Ernestine van Erbach-Schönberg (1727-1796) | Caroline Ernestine van Erbach-Schönberg (1727-1796) | Caroline Ernestine van Erbach-Schönberg (1727-1796) | Caroline Ernestine van Erbach-Schönberg (1727-1796) |  |  | Lodewijk Filips II van Orléans (1747-1793) | Lodewijk Filips II van Orléans (1747-1793) | Lodewijk Filips II van Orléans (1747-1793) | Lodewijk Filips II van Orléans (1747-1793) | Lodewijk Filips II van Orléans (1747-1793)  | Lodewijk Filips II van Orléans (1747-1793)  | Louise Marie Adélaïde van Bourbon (1753−1821) | Louise Marie Adélaïde van Bourbon (1753−1821) | Louise Marie Adélaïde van Bourbon (1753−1821) | Louise Marie Adélaïde van Bourbon (1753−1821) | Louise Marie Adélaïde van Bourbon (1753−1821) | Louise Marie Adélaïde van Bourbon (1753−1821) |                                      |                                      | Frans I der Beide Siciliën (1777-1830) | Frans I der Beide Siciliën (1777-1830) | Frans I der Beide Siciliën (1777-1830)       | Frans I der Beide Siciliën (1777-1830)       | Frans I der Beide Siciliën (1777-1830)       | Frans I der Beide Siciliën (1777-1830)       | Maria Isabella van Bourbon (1789-1848)       | Maria Isabella van Bourbon (1789-1848)       | Maria Isabella van Bourbon (1789-1848) | Maria Isabella van Bourbon (1789-1848) | Maria Isabella van Bourbon (1789-1848) | Maria Isabella van Bourbon (1789-1848) |  |  |  |  |  |  |  |  |  |  |  |  |  |  |  |  |  |  |  |  |  |  |  |  |  |  |  |  |  |  |  |  |  |  |  |  |  |  |  |  |  |  |  |  |  |  |  |  |
|                                                       |                                                       |                                                       |                                                       |                                                       |                                                       |                                                         |                                                         |                                                         |                                                         |                                                         |                                                         |                                        |                                        |                                              |                                              |                                                       |                                                       |                                                       |                                                       |                                                       |                                                       |                                                     |                                                     |                                                     |                                                     |  |  |                                            |                                            |                                            |                                            |                                             |                                             |                                               |                                               |                                               |                                               |                                               |                                               |                                      |                                      |                                        |                                        |                                              |                                              |                                              |                                              |                                              |                                              |                                        |                                        |                                        |                                        |  |  |  |  |  |  |  |  |  |  |  |  |  |  |  |  |  |  |  |  |  |  |  |  |  |  |  |  |  |  |  |  |  |  |  |  |  |  |  |  |  |  |  |  |  |  |  |  |
|                                                       |                                                       |                                                       |                                                       | Frans van Saksen-Coburg-Saalfeld (1750-1806)          | Frans van Saksen-Coburg-Saalfeld (1750-1806)          | Frans van Saksen-Coburg-Saalfeld (1750-1806)            | Frans van Saksen-Coburg-Saalfeld (1750-1806)            | Frans van Saksen-Coburg-Saalfeld (1750-1806)            | Frans van Saksen-Coburg-Saalfeld (1750-1806)            |                                                         |                                                         |                                        |                                        |                                              |                                              | Augusta van Reuss-Ebersdorf en Lobenstein (1757-1831) | Augusta van Reuss-Ebersdorf en Lobenstein (1757-1831) | Augusta van Reuss-Ebersdorf en Lobenstein (1757-1831) | Augusta van Reuss-Ebersdorf en Lobenstein (1757-1831) | Augusta van Reuss-Ebersdorf en Lobenstein (1757-1831) | Augusta van Reuss-Ebersdorf en Lobenstein (1757-1831) |                                                     |                                                     |                                                     |                                                     |  |  |                                            |                                            |                                            |                                            | Lodewijk Filips I van Frankrijk (1773-1850) | Lodewijk Filips I van Frankrijk (1773-1850) | Lodewijk Filips I van Frankrijk (1773-1850)   | Lodewijk Filips I van Frankrijk (1773-1850)   | Lodewijk Filips I van Frankrijk (1773-1850)   | Lodewijk Filips I van Frankrijk (1773-1850)   |                                               |                                               |                                      |                                      |                                        |                                        | Marie Amélie van Bourbon-Sicilië (1782-1866) | Marie Amélie van Bourbon-Sicilië (1782-1866) | Marie Amélie van Bourbon-Sicilië (1782-1866) | Marie Amélie van Bourbon-Sicilië (1782-1866) | Marie Amélie van Bourbon-Sicilië (1782-1866) | Marie Amélie van Bourbon-Sicilië (1782-1866) |                                        |                                        |                                        |                                        |  |  |  |  |  |  |  |  |  |  |  |  |  |  |  |  |  |  |  |  |  |  |  |  |  |  |  |  |  |  |  |  |  |  |  |  |  |  |  |  |  |  |  |  |  |  |  |  |
|                                                       |                                                       |                                                       |                                                       | Frans van Saksen-Coburg-Saalfeld (1750-1806)          | Frans van Saksen-Coburg-Saalfeld (1750-1806)          | Frans van Saksen-Coburg-Saalfeld (1750-1806)            | Frans van Saksen-Coburg-Saalfeld (1750-1806)            | Frans van Saksen-Coburg-Saalfeld (1750-1806)            | Frans van Saksen-Coburg-Saalfeld (1750-1806)            |                                                         |                                                         |                                        |                                        |                                              |                                              | Augusta van Reuss-Ebersdorf en Lobenstein (1757-1831) | Augusta van Reuss-Ebersdorf en Lobenstein (1757-1831) | Augusta van Reuss-Ebersdorf en Lobenstein (1757-1831) | Augusta van Reuss-Ebersdorf en Lobenstein (1757-1831) | Augusta van Reuss-Ebersdorf en Lobenstein (1757-1831) | Augusta van Reuss-Ebersdorf en Lobenstein (1757-1831) |                                                     |                                                     |                                                     |                                                     |  |  |                                            |                                            |                                            |                                            | Lodewijk Filips I van Frankrijk (1773-1850) | Lodewijk Filips I van Frankrijk (1773-1850) | Lodewijk Filips I van Frankrijk (1773-1850)   | Lodewijk Filips I van Frankrijk (1773-1850)   | Lodewijk Filips I van Frankrijk (1773-1850)   | Lodewijk Filips I van Frankrijk (1773-1850)   |                                               |                                               |                                      |                                      |                                        |                                        | Marie Amélie van Bourbon-Sicilië (1782-1866) | Marie Amélie van Bourbon-Sicilië (1782-1866) | Marie Amélie van Bourbon-Sicilië (1782-1866) | Marie Amélie van Bourbon-Sicilië (1782-1866) | Marie Amélie van Bourbon-Sicilië (1782-1866) | Marie Amélie van Bourbon-Sicilië (1782-1866) |                                        |                                        |                                        |                                        |  |  |  |  |  |  |  |  |  |  |  |  |  |  |  |  |  |  |  |  |  |  |  |  |  |  |  |  |  |  |  |  |  |  |  |  |  |  |  |  |  |  |  |  |  |  |  |  |
|                                                       |                                                       |                                                       |                                                       |                                                       |                                                       |                                                         |                                                         |                                                         |                                                         | Leopold I van België (1790-1865)                        | Leopold I van België (1790-1865)                        | Leopold I van België (1790-1865)       | Leopold I van België (1790-1865)       | Leopold I van België (1790-1865)             | Leopold I van België (1790-1865)             |                                                       |                                                       |                                                       |                                                       |                                                       |                                                       |                                                     |                                                     |                                                     |                                                     |  |  |                                            |                                            |                                            |                                            |                                             |                                             |                                               |                                               |                                               |                                               | Louise Marie van Orléans (1812-1850)          | Louise Marie van Orléans (1812-1850)          | Louise Marie van Orléans (1812-1850) | Louise Marie van Orléans (1812-1850) | Louise Marie van Orléans (1812-1850)   | Louise Marie van Orléans (1812-1850)   |                                              |                                              |                                              |                                              |                                              |                                              |                                        |                                        |                                        |                                        |  |  |  |  |  |  |  |  |  |  |  |  |  |  |  |  |  |  |  |  |  |  |  |  |  |  |  |  |  |  |  |  |  |  |  |  |  |  |  |  |  |  |  |  |  |  |  |  |
|                                                       |                                                       |                                                       |                                                       |                                                       |                                                       |                                                         |                                                         |                                                         |                                                         | Leopold I van België (1790-1865)                        | Leopold I van België (1790-1865)                        | Leopold I van België (1790-1865)       | Leopold I van België (1790-1865)       | Leopold I van België (1790-1865)             | Leopold I van België (1790-1865)             |                                                       |                                                       |                                                       |                                                       |                                                       |                                                       |                                                     |                                                     |                                                     |                                                     |  |  |                                            |                                            |                                            |                                            |                                             |                                             |                                               |                                               |                                               |                                               | Louise Marie van Orléans (1812-1850)          | Louise Marie van Orléans (1812-1850)          | Louise Marie van Orléans (1812-1850) | Louise Marie van Orléans (1812-1850) | Louise Marie van Orléans (1812-1850)   | Louise Marie van Orléans (1812-1850)   |                                              |                                              |                                              |                                              |                                              |                                              |                                        |                                        |                                        |                                        |  |  |  |  |  |  |  |  |  |  |  |  |  |  |  |  |  |  |  |  |  |  |  |  |  |  |  |  |  |  |  |  |  |  |  |  |  |  |  |  |  |  |  |  |  |  |  |  |
|                                                       |                                                       |                                                       |                                                       |                                                       |                                                       |                                                         |                                                         |                                                         |                                                         |                                                         |                                                         |                                        |                                        |                                              |                                              |                                                       |                                                       |                                                       |                                                       |                                                       |                                                       |                                                     |                                                     |                                                     |                                                     |  |  |                                            |                                            |                                            |                                            |                                             |                                             |                                               |                                               |                                               |                                               |                                               |                                               |                                      |                                      |                                        |                                        |                                              |                                              |                                              |                                              |                                              |                                              |                                        |                                        |                                        |                                        |  |  |  |  |  |  |  |  |  |  |  |  |  |  |  |  |  |  |  |  |  |  |  |  |  |  |  |  |  |  |  |  |  |  |  |  |  |  |  |  |  |  |  |  |  |  |  |  |
|                                                       |                                                       |                                                       |                                                       |                                                       |                                                       |                                                         |                                                         |                                                         |                                                         |                                                         |                                                         |                                        |                                        |                                              |                                              |                                                       |                                                       |                                                       |                                                       |                                                       |                                                       |                                                     |                                                     |                                                     |                                                     |  |  |                                            |                                            |                                            |                                            |                                             |                                             |                                               |                                               |                                               |                                               |                                               |                                               |                                      |                                      |                                        |                                        |                                              |                                              |                                              |                                              |                                              |                                              |                                        |                                        |                                        |                                        |  |  |  |  |  |  |  |  |  |  |  |  |  |  |  |  |  |  |  |  |  |  |  |  |  |  |  |  |  |  |  |  |  |  |  |  |  |  |  |  |  |  |  |  |  |  |  |  |
|                                                       |                                                       |                                                       |                                                       |                                                       |                                                       |                                                         |                                                         |                                                         |                                                         |                                                         |                                                         | Lodewijk Filips van België (1833-1834) | Lodewijk Filips van België (1833-1834) | Lodewijk Filips van België (1833-1834)       | Lodewijk Filips van België (1833-1834)       | Lodewijk Filips van België (1833-1834)                | Lodewijk Filips van België (1833-1834)                |                                                       |                                                       | Leopold II van België (1835-1909)                     | Leopold II van België (1835-1909)                     | Leopold II van België (1835-1909)                   | Leopold II van België (1835-1909)                   | Leopold II van België (1835-1909)                   | Leopold II van België (1835-1909)                   |  |  | Filips van België (1837-1905)              | Filips van België (1837-1905)              | Filips van België (1837-1905)              | Filips van België (1837-1905)              | Filips van België (1837-1905)               | Filips van België (1837-1905)               |                                               |                                               | Charlotte van België (1840–1927)              | Charlotte van België (1840–1927)              | Charlotte van België (1840–1927)              | Charlotte van België (1840–1927)              | Charlotte van België (1840–1927)     | Charlotte van België (1840–1927)     |                                        |                                        |                                              |                                              |                                              |                                              |                                              |                                              |                                        |                                        |                                        |                                        |  |  |  |  |  |  |  |  |  |  |  |  |  |  |  |  |  |  |  |  |  |  |  |  |  |  |  |  |  |  |  |  |  |  |  |  |  |  |  |  |  |  |  |  |  |  |  |  |